# Nadia Chafik
Nadia Chafik est une romancière et une nouvelliste, marocaine des Aït Sadden, née en 1962 à Casablanca. 
Elle est également professeur de l'enseignement supérieur.

## Biographie
Après des études de Master et de Ph.D à l'Université de Montréal  au Canada, où elle a été assistante-chargée de cours, Nadia Chafik retourne au Maroc et enseigne à Kénitra à la Faculté des sciences humaines de l'Université Ibn-Tofail , puis à l'université Mohammed-V de Rabat où elle organise des rencontres littéraires et des ateliers d'écriture.
De même qu'elle a animé des événements culturels ,, entre 1985 et 2008, elle a participé à des programmes de l'Agence Canadienne de Développement International  (ACDI) et à des work shops pédagogiques organisés par Rabat American School   qui lui a confié, entre autres, des enseignements dans la filière francophone. Responsable d'un master à l'Université Mohammed V, elle est régulièrement sollicitée pour des interventions dans des centres de la Francophonie , et des universités nord-américaines .
Nadia Chafik est mariée. Elle vit au Maroc  et en France . 
En 1989, elle écrit ses premiers textes de fiction, Bribes, dans la revue québécoise Liberté, et en 1995 paraît son premier roman, Filles du vent. 
Son dernier recueil de nouvelles, Tête de poivre, a été nommé en 2012 au Prix Grand Atlas de l'Ambassade de France et au Prix Ivoire pour la littérature africaine d’expression francophone. Une critique de l'Institut français au Maroc le comparera à des « fragments de vie qui mettent à l'honneur la poésie de l'existence ». Son dernier roman, paru en février 2021 aux Éditions des Femmes : Tihya. La légende des papillons aux ailes déployées.

## Études
- Être romancière au Maghreb, 1988
- Une autre lecture du Maghreb, 1998

## Manuels pédagogiques
- L'Atelier d'écriture. Un laboratoire à large spectre didactique (Éditions Universitaires Européennes, 2013)
- La lecture de la différence : une voie innovante vers la mise à niveau linguistique et la formation de la pensée. Cas de la littérature francophone (Attadriss, Revue de la Faculté des Sciences de l’Éducation - Rabat, n°9, 2018)

## Fictions
- Tihya. La légende des papillons aux ailes déployées (Édition des Femmes, 2021)
- Tête de poivre, nouvelles (La Croisée des Chemins, 2012)
- Nos jours aveugles, nouvelles (Éditions des Femmes, 2005)
- À l'ombre de Jugurtha, roman (Eddif / Paris-Méditerranée, 2000)
- Le Secret des djinns, roman (Eddif, 1998)
- Filles du vent, roman (L'Harmattan, 1995)

## Ouvrages collectifs
- La somptueuse coupole verte de velours rouge tapissée, (trad. anglais The sumptuous green cupola carpeted in red velvet), dans Novel of the world, Fondazione Arnoldo e Alberto Mondadori, Expo Milan 2015
- Hymne à la terre, dans Francopolis, 2009
- 37 printemps, extrait de Écoute retomber le silence, dans Mots de neige, de sable et d'Océan, 2008
- Clair-Obscur, dans Regards d'enfant, 2003
- Ce pays, ne l'as-tu pas rêvé ?, dans Perles de l'Atlantique. Les Carnets marocains, 2001
- Le Tatouage bleu, dans Des Nouvelles du Maroc, 1999
- Écoute retomber le silence, dans Sources - Revue de la Maison de la Poésie, Namur n°18, 1997
- Entre chiens et loups, dans Anthologie de la nouvelle maghrébine, 1996
- Bribes, dans Liberté n°182, Montréal-Canada, 1989

## Articles
- La Kahéna : entre mythe et réalité, L’Essentiel n°10, mars 2002
- Moha Souag, le conteur du Sud : Les Joueurs, La Gazette du Maroc,  n°167, du mercredi 24 mai, 2000
- Ecrivaines marocaines, Le Journal n°125, 3/9 juin 2000
- Quand Eros et Thanatos se livrent bataille : Dans le cœur des hommes de Myriam Jebbor, Le Journal, n°135, 16/22 septembre, 2000
- Bahaâ Trabelsi ose avec Une vie à trois, Le Journal, n°140, 21/27 octobre, 2000
- Littérature et tolérance : hommage à Tahar Djaout, Al Bayane, 7 avril 1994
- Assia Djébar, la romancière, Al Bayane, 27 juin 1991

## Chroniques
- À quel Saint me vouer ?, L’Essentiel n°12, mai 2002
- Une griffe « mâle » pour l’ouverture de Sésame, L’Essentiel n°10, mars 2002
- Pour une réforme de l’esprit, L’Essentiel n°9, février 2002
- Et si le taux de natalité m’avait été conté par Mère Mina… ?, L’Essentiel, n°8, janvier 2002
- L’école, un traumatisme pour nos enfants ?, Tel Quel Magazine, n°4, 19/25 novembre, 2001